# Hauptstraße 44 (Frickenhausen am Main)

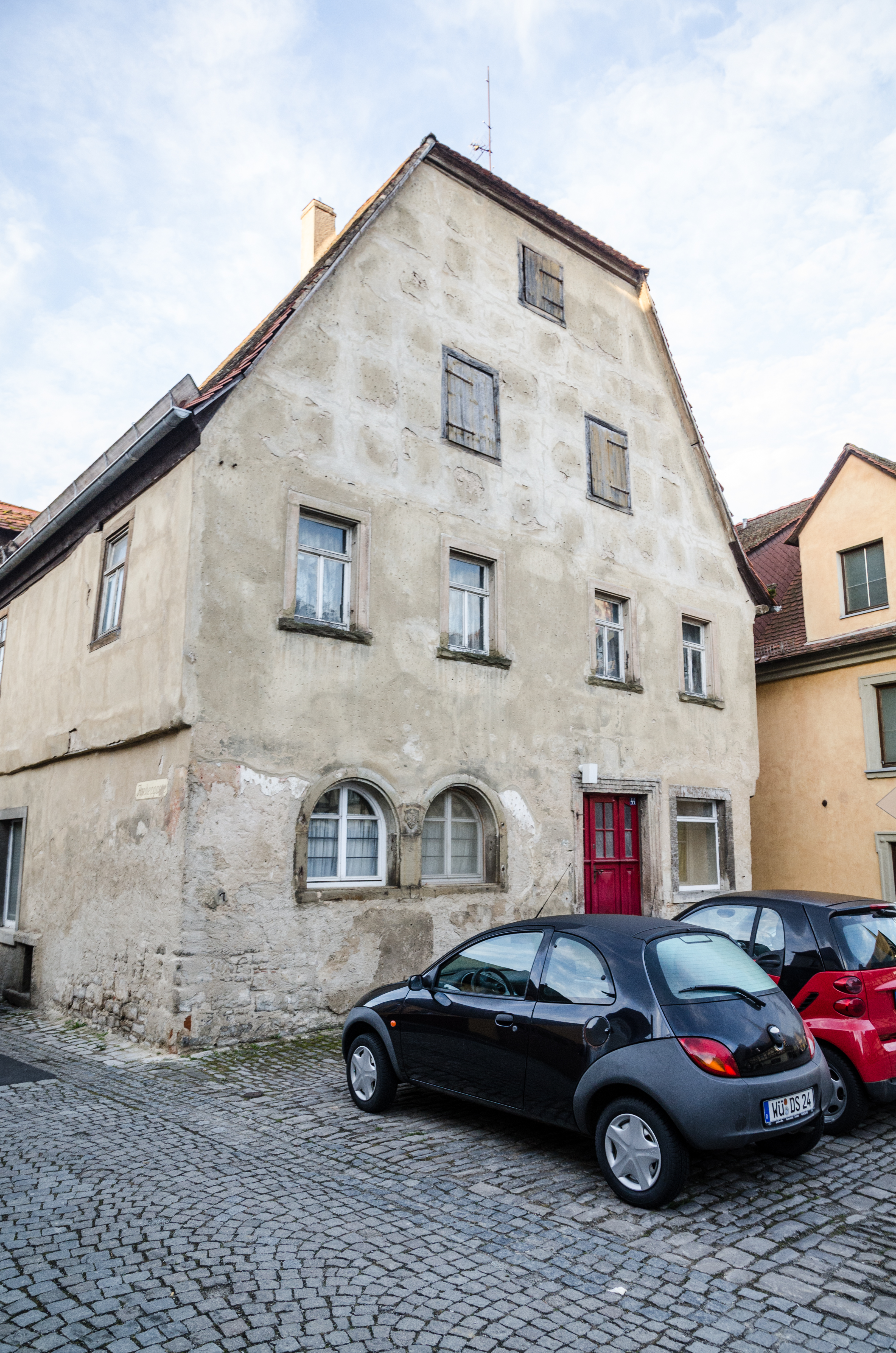
Haus Hauptstraße 44 in Frickenhausen am Main

Das Gebäude Hauptstraße 44, die sogenannte Alte Post in Frickenhausen am Main, einer Gemeinde im Landkreis Würzburg in Bayern, wurde im Kern im Jahr 1453 errichtet und 1649 bzw. 1704 bis 1725 erweitert. Das Wohngebäude ist ein geschütztes Baudenkmal. Das ehemalige Bürger- und Handelshaus stand im Jahr 2011 leer und wurde zum Verkauf angeboten.
Der zweigeschossige, verputzte Krüppelwalmdachbau mit Fachwerkobergeschoss besitzt eine südlich anschließende überbaute Toreinfahrt mit Fachwerkobergeschoss und Satteldach. Das Erdgeschoss ist massiv aus Bruchstein ausgeführt. Größere Umbauten erfolgten im 18. Jahrhundert.
Historische Ausstattungsstücke wie die gotische Eingangstür, originale Bleiglasfenster, Stuckdecken, Kassettendecken und Wandmalereien sind noch vorhanden.